# 梁胡郎
梁胡郎（？—？），薛举将领，浅水原之战时在折墌城和李世民所部对峙，在粮尽后率所部投靠唐。

### 书目
- 旧唐书
- 资治通鉴
- 册府元龟

### 引用
1. ↑  《旧唐书》本纪第二：“贼粮尽其将牟君才梁胡郎来降”
2. ↑  《资治通鉴》卷一八六：“相持六十馀日仁果粮尽其将梁胡郎等帅所部来降「将即亮翻下同帅读曰率下同」”
3. ↑  《册府元龟》卷十九：“贼粮尽中颇携贰其将翟长孙梁胡郎率所部相继来降”